# Liste von Persönlichkeiten der Stadt Schneeberg (Erzgebirge)

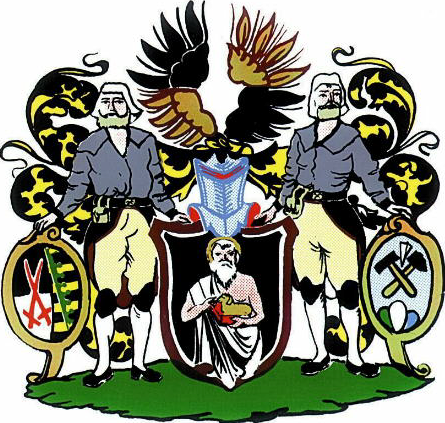
Wappen der Stadt Schneeberg (Erzgebirge)

Die Liste der Persönlichkeiten der Stadt Schneeberg (Erzgebirge) enthält Personen, die in der Geschichte der Stadt Schneeberg (Erzgebirge) eine nachhaltige Rolle gespielt haben. Es handelt sich dabei um Persönlichkeiten, denen die Ehrenbürgerschaft verliehen wurde, die hier geboren sind oder hier gewirkt haben.
Für die Persönlichkeiten aus Neustädtel und den nach Schneeberg eingemeindeten Ortschaften siehe auch die entsprechenden Ortsartikel.

## Ehrenbürger
- 1850: Johann Gotthilf Clauß (1780–1862), Oberlehrer
- 1873: Mathias Vater, Stadtältester
- Johann Friedrich Siegesmund Parisch († 1878)
- Ferdinand Härtel († 1885), Kaufmann und Stadtältester
- Koch († 1885), Rentier
- Carl Bernhard Speck (1831–1905), konservativer Politiker, Bürgermeister und Ehrenbürger in Neustädtel, MdL (Königreich Sachsen)
- 1914: Karl Heinrich von Woydt
- Curt Rothemann (1898–1963)
- Hermann Möckel (1849–1920), Seminaroberlehrer, Kommunalpolitiker, Vorsitzender des Erzgebirgsvereins
- 1928: Richard Lorenz (1847–1937), Seminaroberlehrer
- 1965: Arthur Günther (1885–1974), Heimatforscher und Kommunalpolitiker
- 1981: Karl Schreiter (1903–2001), Feuerwehrmann
- 1985: Werner Kempf (1925–1999), Maler und Mundartsprecher
- 1991: Gerhard Heilfurth (1909–2006), Volkskundler
- 1992: Walter Rau (1909–1992), Pädagoge
- 2002: Werner Unger (1922–2014), Heimatforscher
- 2010: Lothar Wetzel (* 1925), Heimatforscher
- 2014: Karl Henselin (1933–2014), Bürgermeister (1990–1994), Vorsitzender des Orgelfördervereins Wiederaufbau der Orgel St. Wolfgang
- 2016: Egon Günther (1927–2017), Regisseur und Schriftsteller
- 2020: Frieder Stimpel (* 1953), Bürgermeister (1994–2015)
- 2020: Walter Pflugbeil (1932–2023), Schnitzlehrer in Neustädtel

## Söhne und Töchter der Stadt

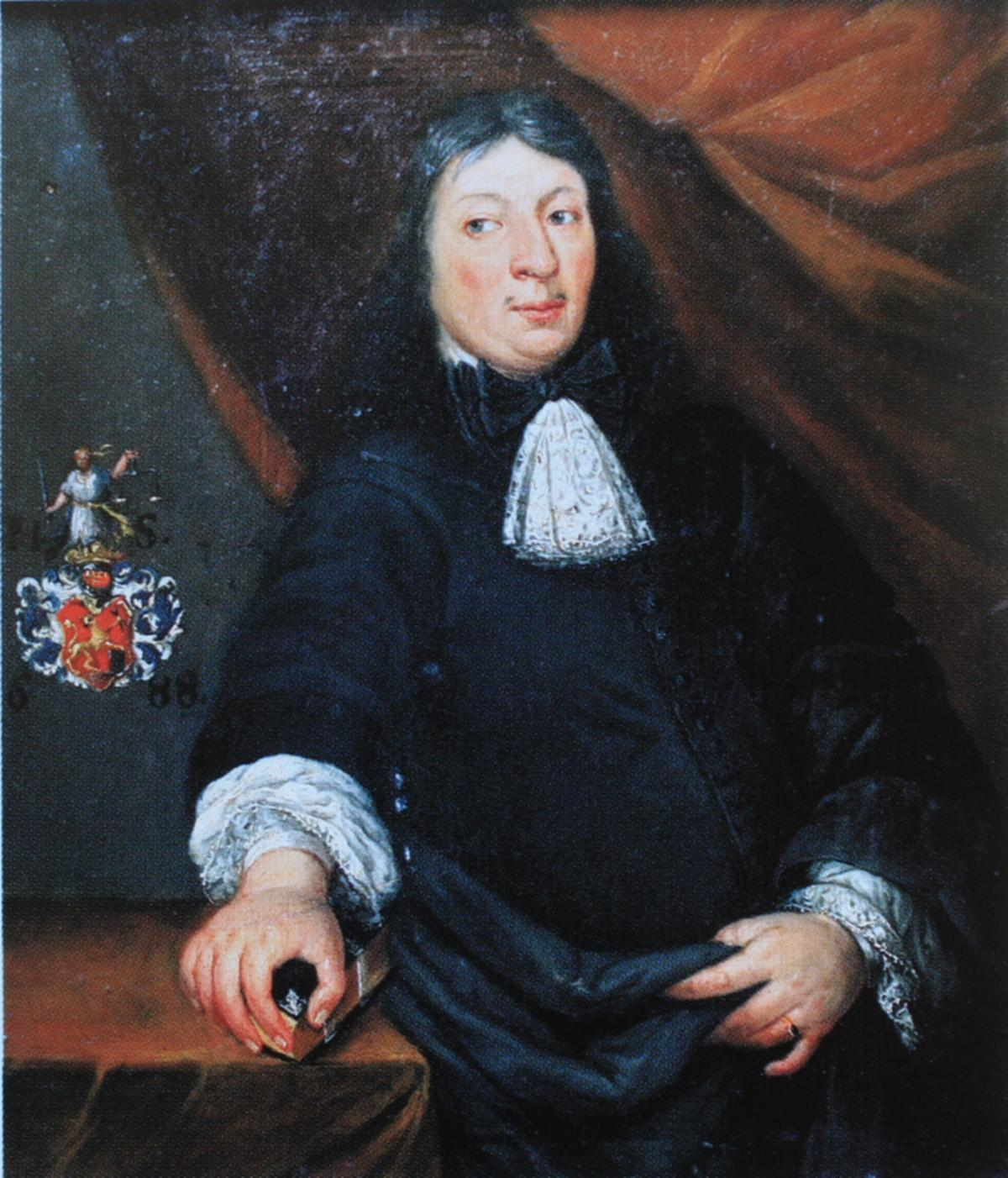
Veit Hans Schnorr von Carolsfeld (1688)

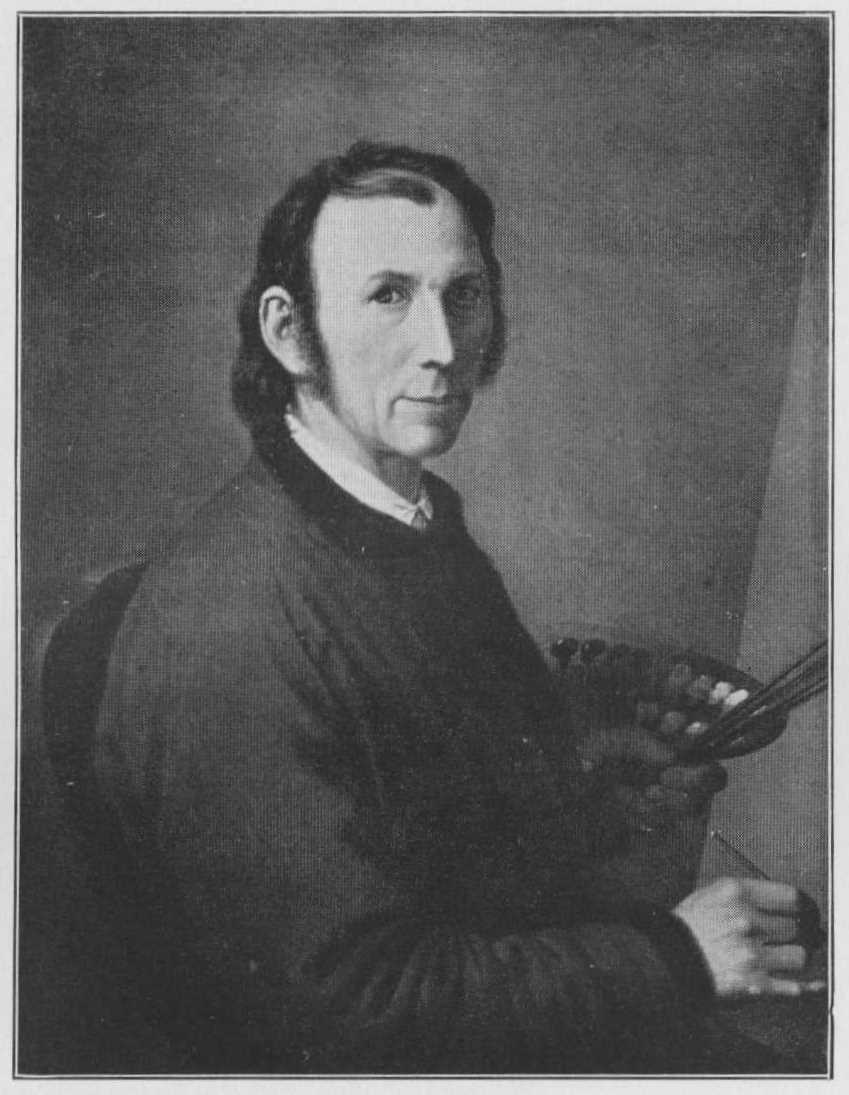
Veit Hans Schnorr von Carolsfeld

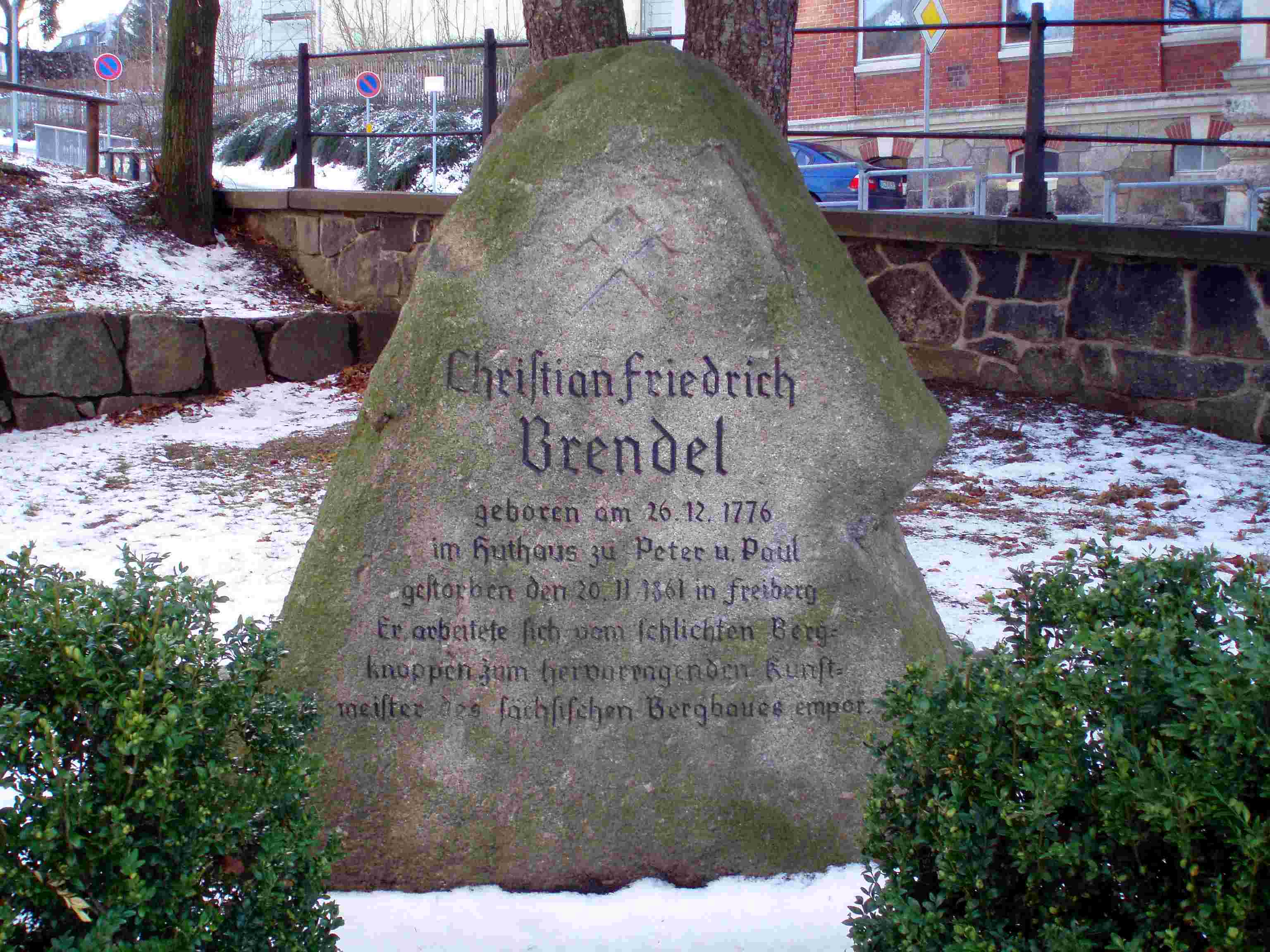
Gedenkstein für Christian Friedrich Brendel in Neustädtel

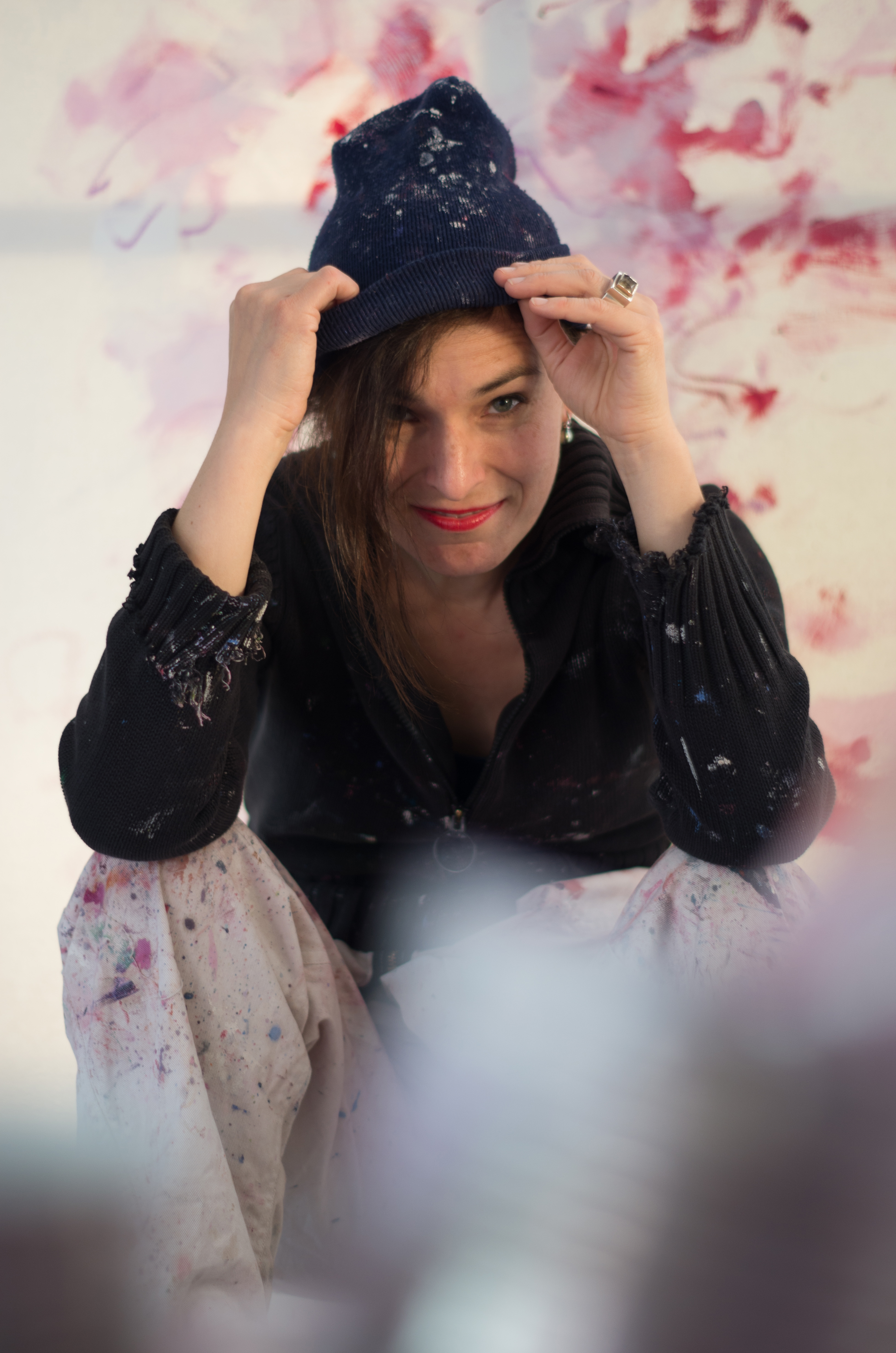
Ulrike Seyboth

- Hans Schenck (um 1500–um 1566), Bildhauer in Berlin
- Martin Planer (um 1510–1582), kursächsischer Oberbergmeister, geboren in Neustädtel
- Andreas Musculus (1514–1581), Professor an der Universität Frankfurt (Oder) und Generalsuperintendent der Mark Brandenburg,
- Ambrosius Lobwasser (1515–1585), humanistischer Schriftsteller und Übersetzer
- Kaspar Eberhard (1523–1575), lutherischer Theologe und Pädagoge
- Johann Münch (1536–1599), Rechtswissenschaftler
- Kaspar Sturm (um 1540–nach 1605), Organist und Orgelbauer
- Petrus Albinus (1543–1598), Rektor der Universität Wittenberg und kursächsischer Geschichtsschreiber
- Daniel Zobel (1563–um 1640), Unternehmer
- Jobst Schuster (1570–1641), Unternehmer
- Andreas Reinhard (1571–1613), Rechenmeister und Verfasser einer Rechenbuchs
- Christoph Schindler (1596–1669), Jurist und Geistlicher, Pfarrer in Schneeberg
- Johann Jahn senior (1604–1651), evangelischer Geistlicher und Exilant
- Erasmus Schindler (1608–1673), Handelmann und Blaufarbenherr, Gründer des Schindlerschen Blaufarbenwerks
- Rosina Schnorr (1618–1679), Unternehmerin
- Veit Hans Schnorr von Carolsfeld (1644–1715), Hammerherr und Gründer von Carlsfeld
- Enoch Zobel (1653–1697), evangelischer Theologe und Hochschullehrer
- Zacharias Steinel (1657–1710), evangelischer Geistlicher, Pfarrer in den Kirchgemeinden Neu-Salza und Spremberg
- David Lichtenhahn (ca. 1657–1733), Fürstlich-Sächsischer Leibarzt und Mitglied der Gelehrtenakademie „Leopoldina“
- Salomon Friedrich Fischer (1667–1718), Jurist und Montanunternehmer
- Johann Friedrich Blüher (1674–nach 1731), sächsisch-russischer Bergbauingenieur
- Johann Christian Böhm (1678–1730), Baumeister und Hannoverscher Hof-Architekt
- Gottfried Heinrich Stölzel (1690–1749), Kapellmeister, Komponist und Musiktheoretiker
- Georg Friedrich Richter (1691–1742), Mathematiker und Politikwissenschaftler
- Christian Hauschild (1693–1759), evangelischer Theologe
- Georg Gottlob Richter (1694–1773), Mediziner
- Karl Gottlob Hofmann (1703–1774), lutherischer Theologe und Historiker
- Christoph Bauer (1718–1778), lutherischer Theologe
- Johann Friedrich Schaarschmidt (1754–1813), Pädagoge und Autor
- Friedrich Gotthelf Baumgärtner (1759–1843), Jurist, Buchhändler, Verleger und Schriftsteller
- Gottfried Christoph Härtel (1763–1827), Musikverleger (Breitkopf & Härtel)
- Veit Hanns Schnorr von Carolsfeld (1764–1841), Maler und Radierer
- Johann Zacharias Hermann Hahn (1768–1826), lutherischer Geistlicher, Kirchenlieddichter
- Carl Friedrich Döhnel (1772–1853), Mundartliterat, Rechtsanwalt und Notar
- Christian Friedrich Brendel (1776–1861), Bergingenieur, geboren in Neustädtel
- Christian August Hähnel (1777–1852), Kauf- und Handelsherr, Rittergutsbesitzer und Politiker
- Heinrich Stölzel (1777–1844), Musiker
- Johann Gotthilf Clauß (1780–1862), Pädagoge
- Christoph Friedrich Otto (1783–1856), Gärtner und Botaniker
- Carl Ludwig Schill (1798–1882), Jurist und als Bürgermeister von Schneeberg Mitglied der I. Kammer des Sächsischen Landtags
- Carl Anton Bretschneider (1808–1878), Mathematiker und Jurist
- Friedrich Wilhelm Schwamkrug (1808–1880), Oberkunstmeister
- Eugène d’Alinge (1819–1894), Direktor der Strafanstalt Schloss Osterstein in Zwickau
- Gottlieb Heinrich Dietz (1821–1849), Revolutionär
- Carl Hermann Schildbach (1824–1888), Orthopäde in Leipzig
- Auguste Peltz (1824–1900), Puppenfabrikantin
- Christian Friedrich Röder (1827–1900), Schuldirektor, Dichter und Sänger des Erzgebirges
- Friedrich Moritz Heymann (1828–1870), Mediziner und Augenarzt
- Otto Schill (1838–1918), Jurist und nationalliberaler Politiker, Präsident der Leipziger Stadtverordnetenversammlung und Mitglied in der 2. Kammer des Sächsischen Landtags
- Friedrich Anton Weiß (1840–1916), Dessinateur
- Hermann Ludolph Hennig Kasten (1842–1911), Geheimer Ökonomierat, Politiker, MdL
- Hans von Trebra-Lindenau (1842–1914), Jurist und Politiker, MdL
- Heinrich Jacobi (1845–1916), Pädagoge und Heimatforscher des sächsischen Erzgebirges
- Camillo Aster (1845–1923), Oberst und Geschäftsführer des Sächsischen Fischereivereins
- Gustav Albert Lange (1846–1918), Unternehmer, Kommerzienrat und Mitglied der 1. Kammer des Sächsischen Landtags
- Robert Wilisch (1846–1931), Unternehmer und Kommerzienrat
- Hermann Trefurth (1846–1896), sächsischer Offizier
- Richard Franz Friedrich (1848–1916), Werksbaumeister und Initiator des Radiumbades in Schlema, geboren in Neustädtel
- Christian Hermann Walde (1855–1906), Fachschuldirektor in Sachsen und Schlesien, Fachbuchautor
- Erwin Schramm (1856–1935), Generalleutnant
- Oskar Krancher (1857–1936), Naturwissenschaftler
- Alfred von Kotsch (1863–1935), Generalleutnant
- Werner von Seydlitz-Gerstenberg (1863–1940), Generalmajor
- Ernst Schwamkrug (1870–1946), Jurist und Polizeipräsident
- Christian Emil Böhm (1874–nach 1935), Ingenieur, Pädagoge und Architekt
- Walter Dost (1874–1947), Pädagoge und Komponist
- Otto Puschmann (1880–1956), Lehrer und erzgebirgischer Mundartdichter
- Arthur Günther (1885–1974), Heimatforscher, Schriftsteller und Kommunalpolitiker
- Curt Unger (1888–1955), Redakteur, Lokalpolitiker und Heimatforscher
- Gerhard Berthold (1891–1942), Generalleutnant
- Edwin Bauersachs (1893–1948), erzgebirgischer Mundartdichter
- Heinrich Dörfelt (1899–1967), Volkskünstler, der als einer der Altmeister der Holzschnitzerei im Erzgebirge gilt
- Georg Lenk (1901–1977), Holzbildhauer
- Hans Riesner (1902–1976), Politiker (KPD/SED). Er war 1951/1952 Minister für Kultur und Volksbildung im Land Sachsen
- Wolf Friedrich (1908–nach 1936), Leiter des Seminars für politische Bildung an der Universität Leipzig
- Günter Riedel (1909–1975), Geophysiker
- Gerhard Heilfurth (1909–2006), Kultur- und Sozialwissenschaftler sowie Volkskundler, geboren in Neustädtel
- Hilde Böhme-Burkhardt (1915–1963), Malerin und Grafikerin
- Hannes H. Wagner (1922–2010), Maler und Grafiker, Professor in Halle/Saale
- Armin Günther (1924–2003), Fußballspieler SC Wismut Karl-Marx-Stadt
- Sigrid Kupetz (1926–2017), Designerin und Professorin in Kassel
- Egon Günther (1927–2017), Regisseur
- Erika Günther (1929–2013), Slawistin
- Siegfried Voigt (* 1950), Handballspieler
- Sabine Danicke (* 1954), parteilose Politikerin, Bürgermeisterin von Salzwedel
- Frank Baumgartl (1955–2010), Leichtathlet, geboren im damaligen Ortsteil Oberschlema
- Bernd Jörs (* 1955), Wirtschaftswissenschaftler, Autor und Professor der Informationswissenschaft
- Hans-Jürgen Beier (* 1956), Historiker und Verleger, geboren im damaligen Ortsteil Oberschlema
- Brigitte Fetzer (* 1956), Volleyballspielerin, geboren im damaligen Ortsteil Oberschlema
- Hannelore Anke (* 1957), Schwimmerin, geboren im damaligen Ortsteil Oberschlema
- Iris Follak (* 1958), Politikerin (SPD), MdB
- Uwe Leonhardt (* 1958), Firmeninhaber und Diplom-Betriebswirt
- Falk Rockstroh (* 1958), Theater- und Filmschauspieler
- Andreas Schönfelder (* 1958), Bürgerrechtler, geboren im damaligen Ortsteil Oberschlema
- Ulrike Seyboth (* 1970), Malerin, Kuratorin

## Persönlichkeiten, die vor Ort gewirkt haben

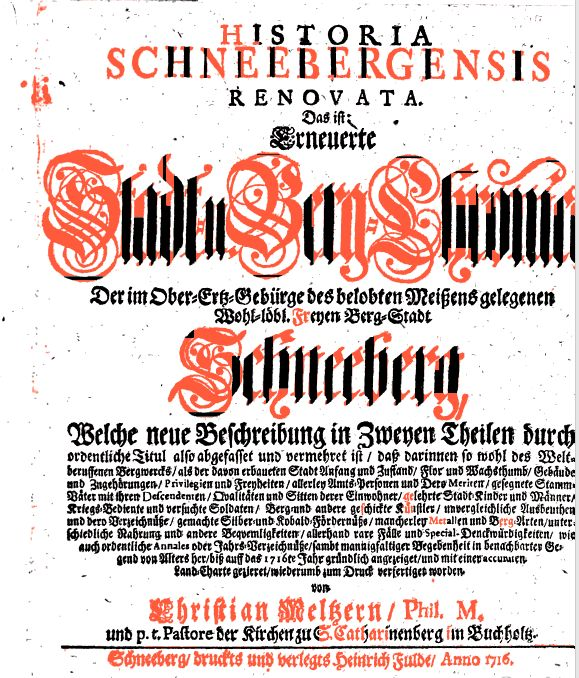
Christian Meltzer: Geschichte von Schneeberg, erschienen 1716

- Peter Weidenhammer (≈1480–≈1540), Alchimist, führte die Blaufarbenherstellung im Erzgebirge ein
- Adam Siber (1516–1584), deutscher Humanist und Pädagoge
- Andreas Reinhard (1571–1613), Rechenmeister und Verfasser eines Lehrbuchs für den Mathematikunterricht
- Johann Zechendorf (1580–1662), Philologe und Pädagoge
- Johann Böhme (1595–1667), Bildhauer
- Johann Christian Mack (1634–1701), Arzt
- Christian Meltzer (1655–1733), Pfarrer und Chronist des Erzgebirges, verbrachte einige Jahre in Schneeberg und ist Verfasser der Historia Schneebergensis renovata
- Urban Gottfried Siber (1669–1741), evangelischer Theologe, 1698–1711 in Schneeberg. Zunächst Rektor dann 1703 Diakon und ab 1708 Archidiakon
- Christoph Gottlob Grundig (1707–1780), Theologe, Mineraloge und Publizist
- Johann Gottfried Haas (1737–1815), Altphilologe, Hebraist, Romanist, Grammatiker und Lexikograf, Konrektor in Schneeberg
- Gottlob Heinrich von Lindenau (1755–1830), königlich-sächsischer Kammerherr, Kreisoberforstmeister und Rittergutsbesitzer
- Johann Gottfried Immanuel Berger (1773–1803), Theologe, Oberpfarrer
- Ernst August Geitner (1783–1852), Chemiker, Arzt und Erfinder des Argentan
- Gotthold Meutzner (1809–1887), Kantor und Lehrer am Lyzeum in Schneeberg
- Heinrich Schmidhuber (1811–1867), Berggeschworener in Schneeberg
- Julius Heinrich Schreyer (1815–1888), Bergmann und Privatschullehrer in Schneeberg
- Ernst Köhler (1829–1903), Pädagoge, Volkskundler und Begründer des Erzgebirgsvereins
- Ferdinand Bischoff (1838–1909), Bergingenieur und Hüttenchemiker
- Kurt Bernhardi (1847–1892), Pädagoge und erster Rektor des Gymnasiums
- Gustav Bruno Dost (1849–1916), Pädagoge, Kantor, Komponist und Musikdirektor im westlichen Erzgebirge
- Hermann Möckel (1849–1920), Seminaroberlehrer und Stadtverordnetenvorsteher in Schneeberg, Mitbegründer des Erzgebirgsvereins
- Guido Alfred Dost (1859–1929), Volksschullehrer, Komponist, Heimatkundler und Mundartdichter des westlichen Erzgebirges
- Paul Gilbert (1859–1925), Oberamtsrichter und Oberjustizrat, Stadtrat, Heimatforscher, Vorsitzender des Erzgebirgsvereins
- Werner Pflugbeil (1925–1975), Ethnograph und Volkskünstler aus dem Erzgebirge
- Werner Kempf (1925–1999), Maler und Mundartsprecher
- Hans Brockhage (1925–2009), Formgestalter, Bildhauer und Hochschullehrer an der Fachhochschule Angewandte Kunst Schneeberg
- Götz Altmann (1940–2024), Volkskundler
- Elvira Werner (* 1952), Kulturwissenschaftlerin

Auf seinen Reisen nach Karlsbad besuchte Johann Wolfgang Goethe den Filzteich und Bergwerke im Schneeberger Revier. Der Dichter Johann Gottfried Herder besuchte 1803 seinen in Schneeberg wirkenden Sohn, den Oberberghauptmann S. August von Herder. Der Zwickauer Komponist Robert Schumann wirkte ebenfalls in der Bergstadt.